# Вахитов, Венер Абсатарович
 Вахитов Венер Абсатарович  (род. 11 ноября 1945, Султанмуратово, Башкирская АССР) — учёный-биохимик, биолог и биотехнолог, академик АН РБ, доктор биологических наук, профессор, директор Института биохимии и генетики УНЦ РАН. Заслуженный деятель науки Российской Федерации (1999), заслуженный деятель науки Республики Башкортостан (1995).

## Биография
Вахитов Венер Абсатарович родился 11 ноября 1945 года в д. Султанмуратово Аургазинского района БАССР.
C 1964 по 1969 годы Вахитов учился на агрономическом факультете Башкирского сельскохозяйственного института. После учёбы, в 1969 году, работал в Отделе биохимии и цитохимии Башкирского филиала АН СССР.
С 1970 по 1974 годы он учился в аспирантуре Башкирского филиала АН СССР по специальности «Биохимия». По окончании аспирантуры, в 1977 году он защитил кандидатскую диссертацию на тему: «Повторяющиеся нуклеотидные последовательности в геномах полиплоидных видов пшеницы и их диких сородичей» во Всесоюзном институте растениеводства им. Н. И. Вавилова в Ленинграде (научный руководитель акад. РАСХН В. Г. Конарев). В 1974—1989 годах работал на должностях младшего, старшего научного сотрудника, заведующего лабораторией молекулярной биологии.
В 1990 году Вахитов защитил докторскую диссертацию по специальности «Молекулярная биология» на тему: «Структурно-функциональная организация генов рРНК в геноме полиплоидных форм пшеницы и их диких сородичей» в Институте молекулярной биологии и генетики АН Украины (научный консультант академик РАСХН В. Г. Конарев). С 1990 года и по настоящее время Венер Абсатарович работает директором Института биохимии и генетики Уфимского научного центра РАН.
В 1991 году был избран действительным членом Академии наук Республики Башкортостан по специальности «Молекулярная биология и биотехнология». В 1993 году ему было присвоено ученое звание профессора по специальности «Молекулярная биология».
Вахитов В. А. в настоящее время также преподает в Башкирском государственном педагогическом университете. Входит в состав Совета по защите докторских и кандидатских диссертаций при Башкирском государственном университете (биологические науки).

## Научная деятельность
В своих работах Вахитов исследовал механизмы дифференциальной экспрессии генов рРНК в геномах растений с доминантной сетью ядрышковых организаторов; получил данные о структуре и регуляции экспрессии генов белков холодового шока, лектинов, циклодекстринглюканотрансфераз с α-, β специфичностью и липаз; создал прототип ДНК-вакцины против вируса геморрагической лихорадки с почечным синдромом. Им были получены приоритетные данные об активности внутриклеточных сигнальных систем, генах-мишенях, позволяющих обосновать механизмы действия оригинального препарата на основе бромпроизводного аминоадамантана с комплексом фармакологической активности.
Вахитов является автором более 300 научных работ, включая 7 монографий и 25 авторских свидетельств и патентов.

### Ученики
Под руководством Вахитова были защищены 1 докторская и 10 кандидатских диссертаций. Он является создателем научной школы в области биотехнологии.

### Работы
- Чемерис А. В., Ахунов Э. Д., Вахитов В. А. Секвенирование ДНК. М., «Наука», 1999. 430 с.
- Сибиряк С. В., Вахитов В. А., Курчатова Н. Н. Цитохром Р450 и иммунная система: факты, гипотезы, перспективы. Уфа: «Гилем». 2003. 211 с.
- Середенин С. Б., Вахитова Ю. В., Вахитов В. А. Молекулярно-биологические подходы к созданию геноспецифичных фармакологических препаратов // Эксперим. и клинич. фармакология. 2001. № 3. С.3-12.
- Вахитов В. А., Чемерис А. В., Сабиржанов Б. Е., Ахунов Э. Д., Куликов А. М., Никоноров Ю. М., Гималов Ф. Р., Бикбулатова С. М.,
- Баймиев Ал. Х. Исследование филогении Triticum L. и Aegilops L. на основе сравнения нуклеотидных последовательностей промоторных областей рДНК // Генетика. 2003. Т.39, № 1. С.5-17.
- Яхин О. И., Лубянов А. А., Калимуллина З. Ф., Яхин И. А., Вахитов В. А., Чемерис А. В., Гималов Ф. Р., Матниязов Р.Т. Антистрессовая активность регулятора роста растений эпина -экстра // Доклады Российской академии сельскохозяйственных наук. 2009. № 3. С. 25-27.
- Гарафутдинов Р. Р., Никоноров Ю. М., Чемерис Д. А., Постригань Б. Н., Чубукова О. В., Талипов Р. Ф., Вахитов В. А., Чемерис А. В. Новые способы генерации сигнала флуоресценции при анализе однонуклеотидных замен с помощью химерных гибридизационных зондов в реальном времени // Биоорганическая химия. 2009. Т. 35. № 5. С. 665—673.
- Бикбулатова С. М., Чемерис Д. А., Никоноров Ю. М., Машков О. И., Гарафутдинов Р. Р., Чемерис А. В., Вахитов В. А. Способы детекции результатов полимеразной цепной реакции в режиме реального времени // Вестник Башкирского университета. 2012. Т. 17. № 1. С. 59-67.
- Яхин О. И., Лубянов А. А., Яхин И. А., Вахитов В. А. Протекторная роль биорегулятора стифуна при негативном действии кадмия // Доклады Российской академии сельскохозяйственных наук. 2007. № 4. С. 19-21.
- Сибиряк С. В., Разумная Ф. Г., Салимгареева М. Х., Садовников С. В., Серединин С. В., Вахитов В. А. Влияние афобазола на пролиферативную активность лимфоцитов периферической крови в системе in vitro // Российский иммунологический журнал. 2009. Т. 3(12), № 1. С. 8-13.
- Бикбулатова С. М., Мингазетдинова С. Р., Чемерис А. В., Вахитов В. А. Эволюция in vitro — есть ли предел методам «перетасовки» генов? // Успехи современной биологии. 2009, Т.129, № 4, С. 323—335.

## Звания и награды
- Медаль ордена «За заслуги перед Отечеством» I степени (17 ноября 2022 года) — за вклад в развитие науки и многолетнюю добросовестную работу[3]
- Медаль ордена «За заслуги перед Отечеством» II степени (25 августа 2012 года) — за заслуги в области науки и многолетнюю плодотворную деятельность[4]
- Заслуженный деятель науки Российской Федерации (15 июня 1999 года) — за заслуги в научной деятельности[5]
- Заслуженный деятель науки Республики Башкортостан (1995 год)